# Valdufälis
Valdufälis är en kulle i Finland. Den ligger i Utsjoki kommun i landskapet Lappland, i den norra delen av landet, 1 000 km norr om huvudstaden Helsingfors. Toppen på Valdufälis är 410 meter över havet. Valdufälis ingår i Paistunturit.
Terrängen runt Valdufälis är huvudsakligen platt.  Trakten runt Valdufälis är nära nog obefolkad, med mindre än två invånare per kvadratkilometer. Det finns inga samhällen i närheten. Omgivningarna runt Valdufälis är i huvudsak ett öppet busklandskap.